# بيلي ميرفي
بيلي ميرفي (بالإنجليزية: Billy Murphy)‏ (23 مايو 1895 في المملكة المتحدة - 7 يناير 1962 بليفربول في المملكة المتحدة) هو لاعب كرة قدم بريطاني (وحمل سابقاً جنسية المملكة المتحدة لبريطانيا العظمى وأيرلندا) في مركز جناح ‏. لعب مع أولدهام أثلتيك ومانشستر سيتي ونادي ترانمير روفرز لكرة القدم ونادي ساوثهامبتون وEllesmere Port Town F.C. ‏.

## وصلات خارجية
- بيلي ميرفي على موقع قاعدة بيانات كرة القدم.إي يو (الإنجليزية)